# Altes Finanzamt (Darmstadt)
Das alte Finanzamt ist ein Bauwerk in Darmstadt, das heute mehrere Abteilungen des Darmstädter Finanzamts beherbergt.

## Architektur und Geschichte
Das alte Finanzamt wurde in zwei Etappen erbaut.
Der westliche Bauabschnitt entstand im Jahre 1908 nach Plänen des Architekten Paul Meissner.
Der zweite Bauabschnitt mit Uhrtürmchen entstand in den frühen 1930er Jahren.
Die Reliefs aus Buntsandstein am heutigen Haupteingang entwarf der Bildhauer Fritz Schwarzbeck.
Im Gegensatz zum Osttrakt ist der ältere Westtrakt äußerlich reich verziert.
Am Westtrakt befinden sich sandsteinerne Fenstergewände, Türumrandungen und Gesimse.
Stilistisch gehört das viergeschossige Bauwerk mit seiner Putzfassade und seinem flach geneigten schiefergedeckten Dach in die Phase des Historismus.

## Denkmalschutz
Aus architektonischen und stadtgeschichtlichen Gründen ist das Bauwerk ein Kulturdenkmal.